# 1770
1770 (MDCCLXX) byl rok, který dle gregoriánského kalendáře započal pondělím.

## Události

### Česko
- 2. ledna – Vydán centrální říšský zdravotní řád, jenž přesněji rozváděl opatření pro hygienickou ochranu hranic a povinnosti lékařů.[1][2]
- 31. srpna–7. září – V Uničově se setkal římský císař Josef II. s pruským králem Fridrichem II. a dohodli společnou zahraniční politiku vůči Rusku.

### Svět
- 5. března – Při Bostonském masakru zastřelili britští vojáci několik civilistů.
- 12. dubna – Britský parlament zrušil Townshendovy zákony o nepřímých daních v severoamerických koloniích.
- 19. dubna – Marie Antoinetta se vdala za francouzského krále Ludvíka XVI.
- 5.–7. července – V bitvě u ostrova Chios, rozhodující bitvě rusko-turecké války, zvítězila ruská armáda nad tureckou.
- 7. července – Ruská armáda porazila tureckou v bitvě u Largy.
- 1. srpna – Ruská armáda zvítězila nad tureckou v bitvě u Kahulu.
- 23. srpna – Britský mořeplavec James Cook prohlásil pobřeží východní Austrálie za majetek britské koruny.
- Během hladomoru v Bengálsku zemřelo několik milionů lidí.
- Skotský cestovatel James Bruce objevil prameny Modrého Nilu.

### Probíhající události
- 1768–1771 – První plavba Jamese Cooka
- 1768–1774 – Rusko-turecká válka
- 1770–1772 – Hladomor v českých zemích

## Vědy a umění
- U nizozemského Maastrichtu byl objeven druhý pozůstatek pravěkého mořského plaza mosasaura.

## Narození

### Česko

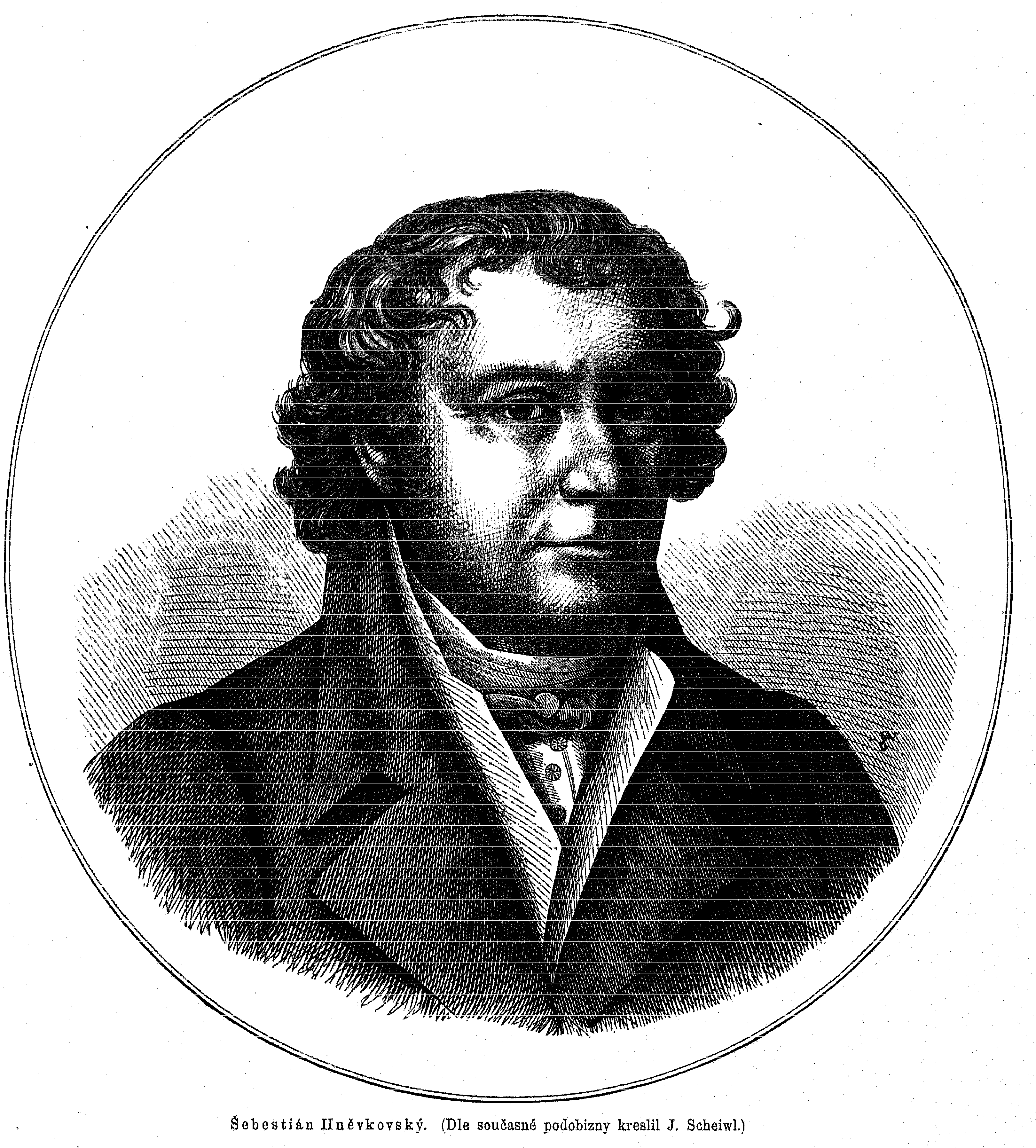
Šebestián Hněvkovský (* 19. března)

- 26. února – Antonín Rejcha, hudební skladatel, pedagog a teoretik († 28. května 1836)
- 19. března – Šebestián Hněvkovský, básník a národní buditel (* 7. června 1847)
- 3. května – Johann David Starck, šlechtic a podnikatel († 10. listopadu 1841)
- 20. května – Antonín Bedřich I. Mitrovský, osvícenec a úředník († 1. září 1842)
- 29. srpna
  - František Pettrich, sochař († 23. ledna 1844)
  - Václav Farník, hudebník († 30. listopadu 1838)
- 11. listopadu – Jan Theobald Held, lékař, skladatel a rektor Univerzity Karlovy († 30. června 1851)

### Svět

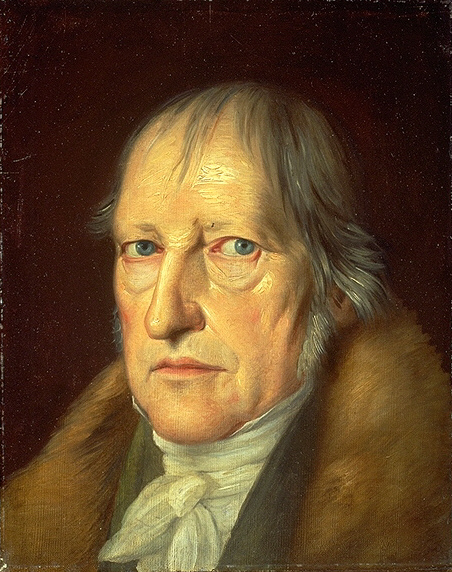
Georg Wilhelm Friedrich Hegel (* 27. srpna)

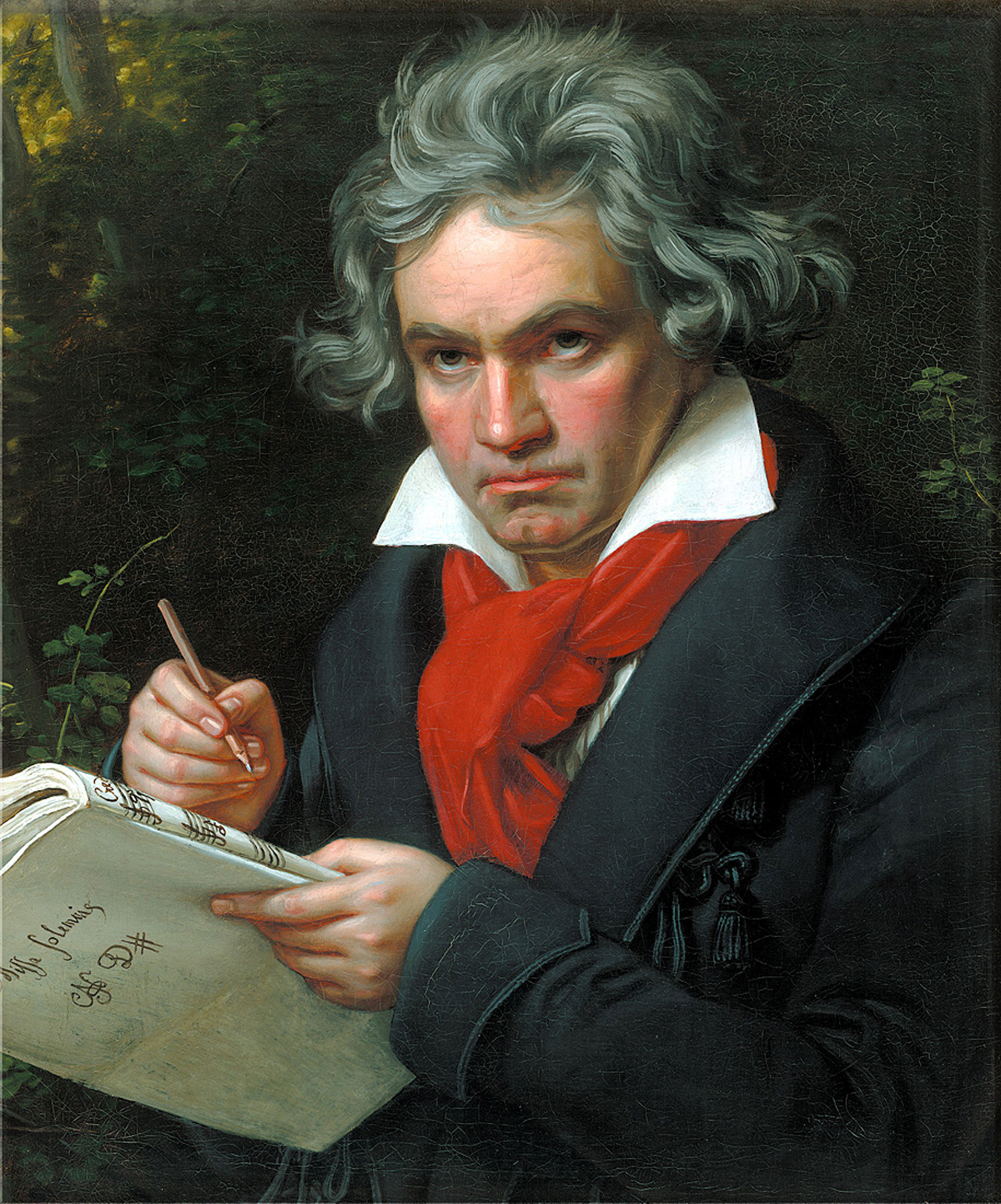
Ludwig van Beethoven (* 17. prosince)

- 14. ledna – Adam Jerzy Czartoryski, polský šlechtic a politik († 15. července 1861)
- 9. února – Ferdinando Carulli, italský kytarista a skladatel († 17. února 1841)
- 21. února – Georges Mouton de Lobau, francouzský generál († 21. listopadu 1838)
- 2. března – Louis Gabriel Suchet, francouzský napoleonský maršál († 3. ledna 1826)
- 5. března – Hans Ernst Karl von Zieten, pruský polní maršál († 3. května 1848)
- 7. března – Gabriel Jean Joseph Molitor, francouzský generál († 28. července 1849)
- 20. března – Friedrich Hölderlin, německý lyrik († 6. června 1843)
- 3. dubna – Theodoros Kolokotronis, řecký vojevůdce a národní hrdina († 4. února 1843)
- 7. dubna – William Wordsworth, anglický básník († 23. dubna 1850)
- 9. dubna – Thomas Johann Seebeck, německý fyzik († 10. prosince 1831)
- 11. dubna – George Canning, britský státník († 8. srpna 1827)
- 4. května – François Gérard, francouzský malíř († 11. ledna 1837)
- 10. května – Louis-Nicolas Davout, francouzský generál († 1. června 1823)
- 3. června – Manuel Belgrano, argentinský vojenský velitel války za nezávislost († 20. června 1820)
- 7. června – Robert Jenkinson, britský státník († 4. prosince 1828)
- 29. června – Maxmilian von Merveldt, rakouský generál a diplomat († 5. července 1815)
- 3. srpna – Fridrich Vilém III., pruský král († 7. června 1840)
- 4. srpna – François-Étienne Kellermann, francouzský generál († 2. června 1835)
- 6. srpna – Klement František de Paula, princ bavorský, císařský generál, dědic panství Zákupy (* 19. dubna 1722)
- 8. srpna – Jean de Carro, švýcarský lékař († 12. března 1857)
- 27. srpna – Georg Wilhelm Friedrich Hegel, německý filosof († 14. listopadu 1830)
- 25. září – Karl Heinrich Dzondi, německý lékař († 1. června 1835)
- 9. října – Amédée Louis Michel Lepeletier, francouzský entomolog († 23. srpna 1845)
- 20. října – Janko Drašković, chorvatský národní buditel, politik, básník († 14. ledna 1856)
- 5. listopadu – Dominique Joseph Vandamme, francouzský generál († 15. července 1830)
- 19. listopadu
  - Ivan Fjodorovič Kruzenštern, ruský admirál a mořeplavec († 24. srpna 1846)
  - Bertel Thorvaldsen, dánský sochař († 24. března 1844)
- 22. listopadu – Karolína Marie Tereza Parmská, princezna parmská a saská († 1. března 1804)
- 9. prosince – James Hogg, skotský básník a prozaik († 21. listopadu 1835)
- 16. prosince – Ludwig van Beethoven, německý hudební skladatel a klavírista († 26. března 1827)
- 26. prosince – Pierre Cambronne, francouzský generál († 29. ledna 1842)

## Úmrtí

### Česko
- 9. února – Remedius Prutký, misionář a cestovatel (* asi 1713)

### Svět
- 23. ledna – Marie Terezie Habsbursko-Lotrinská, dcera císaře Josefa II. (* 20. března 1762)
- 26. února – Giuseppe Tartini, italský houslista a skladatel (* 8. dubna 1692)
- 23. března – Martin van Meytens, švédský malíř (* 24. června 1695)
- 27. března – Giovanni Battista Tiepolo, italský pozdně barokní malíř (* 5. března 1696)
- duben – Pasquale Bini, italský houslista a hudební skladatel (* 21. června 1716)
- 24. dubna – Ján Adam Rayman, slovenský lékař (* 23. dubna 1690)
- 10. května – Charles Avison, britský hudební skladatel (* 16. února 1709)
- 27. května – Žofie Magdalena Braniborská, dánská a norská královna ( 28. listopadu 1700)
- 30. května – François Boucher, francouzský malíř (* 29. září 1703)
- 6. srpna – Klement František de Paula, princ bavorský, císařský generál (* 19. dubna 1722)
- 24. srpna – Thomas Chatterton, anglický básník (* 20. listopadu 1752)
- 11. října – Šarlota Amálie Šlesvicko-Holštýnsko-Sonderbursko-Plönská, členka vedlejší větve dánské královské rodiny (* 23. dubna 1744)
- 13. listopadu – George Grenville, britský státník (* 14. října 1712)
- 17. listopadu – Gian Francesco de Majo, italský skladatel (* 24. března 1732)
- neznámé datum
  - Antonio Palomba, italský operní libretista, notář, básník (* 20. prosince 1705)
  - Francesco Araja, italský hudební skladatel (* 25. června 1709)

## Hlavy států
- Francie – Ludvík XV. (1715–1774)
- Habsburská monarchie – Marie Terezie (1740–1780)
- Osmanská říše – Mustafa III. (1757–1774)
- Polsko – Stanislav II. August Poniatowski (1764–1795)
- Prusko – Fridrich II. (1740–1786)
- Rusko – Kateřina II. Veliká (1762–1796)
- Španělsko – Karel III. (1759–1788)
- Švédsko – Adolf I. Fridrich (1751–1771)
- Velká Británie – Jiří III. (1760–1820)
- Svatá říše římská – Josef II. (1765–1790)
- Papež – Klement XIV. (1769–1774)
- Japonsko – Go-Sakuramači (1762–1771)